# Hermenegildo Galeana, Ocozocoautla de Espinosa
Hermenegildo Galeana är en ort i Mexiko.   Den ligger i kommunen Ocozocoautla de Espinosa och delstaten Chiapas, i den sydöstra delen av landet, 700 km sydost om huvudstaden Mexico City. Hermenegildo Galeana ligger 888 meter över havet och antalet invånare är 1 068.
Terrängen runt Hermenegildo Galeana är kuperad. Runt Hermenegildo Galeana är det ganska glesbefolkat, med 47 invånare per kvadratkilometer. Närmaste större samhälle är Cristóbal Obregón, 19,1 km sydväst om Hermenegildo Galeana. I omgivningarna runt Hermenegildo Galeana växer huvudsakligen savannskog.